# Austropezia
Austropezia is een monotypisch geslacht van schimmels behorend tot de familie Pezizellaceae.  Het bevat alleen de soort Austropezia samuelsii.